# Ханон (син на Бомилкар)
Вижте пояснителната страница за други личности с името Ханон.
Ханон (Hanno) е картагенски офицер във Втората пуническа война през 3 век пр.н.е., племенник на Ханибал.
Той е син на Бомилкар, суфет на Картаген, и на една от трите по-големи сестри на Ханибал.
През битката при Кана през 215 пр.н.е. Ханон ръководи нумидийската кавалерия от 3500 души на дясната северна страна от картагенската войска. Нумидийците тръгват да залавят побягналите, а иберийците и келтите нападат римските легиони в гърба.
През 212 пр.н.е. римляните завладяват Сиракуза и той тръгва с политика Епикид от Агригент (Акрагас) на север, където са победени унищожително от Марцел при река Хемера. Те бягат към Агригент, който е предаден през 210 пр.н.е. на римляните от командира на наемниците, нумидиецът Мутинес. След това неговото име не се споменава повече.